# Iwaniwka (Oleksandrija, Petrowe)
Iwaniwka (ukrainisch Іванівка; russisch Ивановка Iwanowka) ist ein Dorf im Osten der ukrainischen Oblast Kirowohrad mit etwa 250 Einwohnern (1. Juli 2013).

## Geographie
Iwaniwka liegt der Straße von Selene zum 10 km südwestlich liegenden ehemaligen Rajonzentrum Petrowe. Die kreisfreie Stadt Schowti Wody liegt 25 km südöstlich von Iwaniwka.
Am 12. Juni 2020 wurde das Dorf ein Teil der neugegründeten Siedlungsgemeinde Petrowe, bis dahin bildete es die gleichnamige Landratsgemeinde Iwaniwka (Іванівська сільська рада/Iwaniwska silska rada) im Zentrum des Rajons Petrowe.
Am 17. Juli 2020 kam es im Zuge einer großen Rajonsreform zum Anschluss des Rajonsgebietes an den Rajon Oleksandrija.

## Demographie
Iwaniwka hatte bei der Volkszählung im Jahr 2001 291 Einwohner.